# Laguna del Marquesado
Laguna del Marquesado – gmina w Hiszpanii, w prowincji Cuenca, w Kastylii-La Mancha, o powierzchni 37,91 km². W 2011 roku gmina liczyła 59 mieszkańców.